# Djay Adx
Amandeep Singh, conocido artíticamente como Djay Adx, es un cantante de múysica rap y hip hop y productor indio, el es originario de la ciudad de Nueva Delhi, la capital de la India. Ha reeditado una canción de los años 80, a ritmo de hip hop escrita y compuesta por Michael Jackson titulado We Are The World. Tema musical, que ha sido interpretado por varios artista de habla angloparlante, que fue grabado en los Estados Unidos en 1985 y que fue una dedicación por la terrible ambruna que sucedió por África. Su carrera musical, comenzó en 2007 y hasta la fecha es considerado un artista consagado dentro de la industria musical de la India. También es un reconocido DJ y ha trabajado para otros artistas de su país, como de versionar las canciones con otros estilos de ritmos musicales. Considerado también como uno de los mejores DJ de la India, ha sido certificado por la marca de equipos musicales de la industria japonesa de Pioneer Corporation.

## Discografía

### Álbumes
| Año  | Título                            | Etiqueta              |
| ---- | --------------------------------- | --------------------- |
| 2009 | #1s Sher-E-Punjabi                | Universal Music India |
| 2010 | Desi Hustle                       | Universal Music India |
| 2012 | We The Movement                   | BeatFactory Music     |
| 2012 | BreakOut – Biggest Indian Mixtape | Indie Release         |

### Hollywood
| Año  | Cine    | Título     | Cantantes           | Como                       | Etiqueta                  |
| ---- | ------- | ---------- | ------------------- | -------------------------- | ------------------------- |
| 2013 | Gravity | 922 Anthem | 922 Ft Gaurav Dayal | Co-Music Director / Rapper | Crucial Music Corporation |

### Singles y director musical
| Año  | Título                          | Artista(s)                                   | Etiqueta                            |
| ---- | ------------------------------- | -------------------------------------------- | ----------------------------------- |
| 2009 | Sher-E-Punjab                   | Mika Ft. 922                                 | Universal Music India               |
| 2010 | Nau Sau Bai Anthem (922 Anthem) | Nau Sau Bai (922)                            | Universal Music India               |
| 2011 | Kush – Desi Wala Remix          | Dr.Dre, Snoop Dogg & Akon Ft. Adx            | Indie Release                       |
| 2012 | Akh Vich Radke                  | Nau Sau Bai (922)                            | TurbanHood Records                  |
| 2012 | Firangi                         | Slyck Ft. Adx                                | DRS TV                              |
| 2013 | Patiala On The Rocks            | GRV Ft. Adx                                  | Pearl Treat Music & Rise Up Records |
| 2013 | Tenu Labda Fira                 | Rigul Kalra Ft. Adx                          | Rigul kalraVevo                     |
| 2014 | Don't Go Away                   | Aman Khanna Ft. Adx                          | Billionaire Music                   |
| 2015 | Badlaav                         | SB The Haryanvi Ft. Adx                      | Sony Music India                    |
| 2015 | Sunle Chori                     | SB The Haryanvi Ft. Adx                      | Sony Music India                    |
| 2015 | Aankh Ladi                      | SB The Haryanvi Ft. Adx                      | Sony Music India                    |
| 2015 | #HipHopIsHipHop                 | Various Artists                              | Sony Music Korea                    |
| 2015 | Skirt Aali Ragni                | SB The Haryanvi Ft. Adx                      | Bhardwaj Films                      |
| 2015 | Party Hot                       | SB The Haryanvi Ft. MDKD (Mix-Master By Adx) | Bhardwaj Films                      |
| 2015 | Night Queen                     | Djay Adx                                     | TurbanHood Records                  |
| 2016 | Ishqe Da Tag                    | Djay Adx (Ft. Pavjeet Singh)                 | TurbanHood Records                  |
| 2016 | The Legend                      | Djay Adx ( Ft. Pavjeet Singh)                | TurbanHood Records                  |
| 2016 | Mudh Mudh Ke                    | Djay Adx                                     | TurbanHood Records                  |
| 2016 | Work (Indian Remix)             | Djay Adx ft. Rihanna                         |                                     |